# Вајт Лејк (Северна Каролина)
Вајт Лејк (енгл. White Lake) град је у америчкој савезној држави Северна Каролина.

## Демографија
По попису из 2010. године број становника је 802, што је 273 (51,6%) становника више него 2000. године.
| Група             | 2000.       | 2010.       |
| Белци             | 487 (92,1%) | 675 (84,2%) |
| Афроамериканци    | 19 (3,6%)   | 42 (5,2%)   |
| Азијати           | 3 (0,6%)    | 3 (0,4%)    |
| Хиспаноамериканци | 18 (3,4%)   | 70 (8,7%)   |
| Укупно            | 529         | 802         |